# Desmarests vijgpapegaai
De Desmarests vijgpapegaai (Psittaculirostris desmarestii) is een vogel uit de familie Psittaculidae (papegaaien van de Oude Wereld). De naam verwijst naar de Franse zoöloog Anselme Gaëtan Desmarest die deze vogel in 1826 geldig heeft beschreven.

## Verspreiding en leefgebied
Deze soort is endemisch in Nieuw-Guinea en telt zes ondersoorten:
- P. d. blythii: Misool (westelijk Papoea-Nieuw-Guinea).
- P. d. occidentalis: Salawati en Batanta, westelijke Vogelkop (noordwestelijk Nieuw-Guinea).
- P. d. desmarestii: oostelijke Vogelkop  (noordwestelijk Nieuw-Guinea).
- P. d. godmani: zuidelijk Nieuw-Guinea.
- P. d. cervicalis: oostelijk Nieuw-Guinea.

## Status
De grootte van de populatie is niet gekwantificeerd maar de soort wordt omschreven als niet algemeen voorkomend. Op de Rode lijst van de IUCN heeft deze soort de status niet bedreigd.